# Karl Binder
Pour les articles homonymes, voir Binder.
Ne doit pas être confondu avec Carl Binder.
Carl ou Karl Binder (né le 29 novembre 1816 à Vienne, mort le 5 novembre 1860 dans la même ville) est un compositeur autrichien.

## Biographie
Binder travaille de 1839 à 1847 comme maître de chapelle au Wiener Vorstadttheater ainsi qu'en 1840 au Theater in der Josefstadt en succession de Conradin Kreutzer.  En 1847, il vit un moment à Hambourg et à Brastislava puis revient à Vienne, où il crée ses œuvres au Theater an der Wien et au Carltheater. De 1851 à 1859, il écrit la musique de pièces de Johann Nestroy. Binder devient connu pour la parodie avec Nestroy du Tannhäuser de Richard Wagner.
Le triomphe de Jacques Offenbach à Paris fait envie aux théâtres de Vienne qui demandent une adaptation. Binder adapte quelques pièces pour piano du compositeur français et l'ouverture d'Orphée aux Enfers.
Binder a deux fils. L'un d'eux devient maître de chapelle mais meurt à 27 ans. L'autre, Eduard, devient metteur en scène et acteur au Deutsches Theater de Berlin et au Carltheater.

## Œuvres
- Die schlimmen Buben in der Schule (première présentation le 10 décembre 1847 au Carltheater)
- Der gutmüthige Teufel (première présentation le 20 décembre 1851 au Carltheater)
- Kampl oder Das Mädchen mit Millionen und die Nätherin (première présentation le 29 mars 1852 au Carltheater)
- Heimliches Geld, heimliche Liebe (première présentation le 16 mars 1853 au Carltheater)
- Theaterg’schichten, durch Liebe, Intrigue, Geld und Dummheit (première présentation le 1er février 1854 au Carltheater)
- Der Treulose oder Saat und Ernte (première présentation le 4 novembre 1854 au Carltheater)
- Wenzel Scholz und die chinesische Prinzessin (première présentation le 28 mars 1856 au Carltheater)
- Umsonst! (première présentation le 7 mars 1857 au Carltheater)

## Source de la traduction
- (de) Cet article est partiellement ou en totalité issu de l’article de Wikipédia en allemand intitulé « Carl Binder » (voir la liste des auteurs).